# Delomeristini
Tribu
Les Delomeristini sont une tribu d'insectes hyménoptères apocrites de la sous-famille des Pimplinae (famille des Ichneumonidae).

## Classification
La tribu des Delomeristini est décrite par Wolter Edward Hellén en 1915.
Delomeristini  a pour synonyme : Perithoini Wahl & Gauld, 1998.
La tribu des Perithoini est décrite en 1998 par l'entomologiste américain David B. Wahl (d) et l'entomologiste britannique Ian David Gauld (d) (1947-2009), avec pour unique genre Perithous.

## Liste des genres
Selon BugGuide (6 juin 2025) :
- Atractogaster Kriechbaumer, 1872
- Delomerista Förster, 1868
- Pseudorhyssa Merrill, 1915

Pour d'autres sources telles que BioLib (6 juin 2025), le genre Pseudorhyssa est rattaché à la tribu des Pseudorhyssini que BugGuide ne reconnait pas.